# Goldene Himbeere 1996
Die Goldene Himbeere 1996 (engl.: 16th Golden Raspberry Awards) wurde am 24. März 1996, dem Vorabend der Oscarverleihung, im Hollywood Roosevelt Hotel in Hollywood, Kalifornien verliehen.
Der Film Showgirls erhielt insgesamt sieben Goldenen Himbeeren, inklusive der Auszeichnung für den schlechtesten Film. Zuvor war Showgirls bereits am häufigsten nominiert worden und hält mit 13 Nominierungen bei der Goldenen Himbeere 1996 bis heute den Rekord für die meisten Nominierungen.
Paul Verhoeven als Regisseur von Showgirls kam persönlich zur Verleihung um seine Auszeichnung entgegenzunehmen.

## Preisträger und Nominierungen
Es folgt die komplette Liste der Preisträger und Nominierten.
| Kategorien                                  | Nominierte                                                                                       | Nominierte                                                                                              |
| ------------------------------------------- | ------------------------------------------------------------------------------------------------ | --- |
| Schlechtester Film                          |                                                                                                  | Charles Evans und Alan Marshall – Showgirls                                                             |
| Schlechtester Film                          | Kevin Costner, John Davis, Charles Gordon und Lawrence Gordon – Waterworld                       | |
| Schlechtester Film                          | Roland Joffé und Andrew G. Vajna – Der scharlachrote Buchstabe (The Scarlet Letter)              | |
| Schlechtester Film                          | Kathleen Kennedy und Sam Mercer – Congo                                                          | |
| Schlechtester Film                          | Charles B. Wessler – It’s Pat                                                                    | |
| Schlechtester Schauspieler                  | Pauly Shore                                                                                      | Pauly Shore – Chaos! Schwiegersohn Junior im Gerichtssaal (Jury Duty)                                   |
| Schlechtester Schauspieler                  | Pauly Shore                                                                                      | Kevin Costner – Waterworld                                                                              |
| Schlechtester Schauspieler                  | Pauly Shore                                                                                      | Kyle MacLachlan – Showgirls                                                                             |
| Schlechtester Schauspieler                  | Pauly Shore                                                                                      | Keanu Reeves – Vernetzt – Johnny Mnemonic (Johny Mnemonic) und Dem Himmel so nah (A Walk in the Clouds) |
| Schlechtester Schauspieler                  | Pauly Shore                                                                                      | Sylvester Stallone – Assassins – Die Killer (Assassins) und Judge Dredd                                 |
| Schlechteste Schauspielerin                 | Elizabeth Berkley                                                                                | Elizabeth Berkley – Showgirls                                                                           |
| Schlechteste Schauspielerin                 | Elizabeth Berkley                                                                                | Cindy Crawford – Fair Game                                                                              |
| Schlechteste Schauspielerin                 | Elizabeth Berkley                                                                                | Demi Moore – Der scharlachrote Buchstabe (The Scarlet Letter)                                           |
| Schlechteste Schauspielerin                 | Elizabeth Berkley                                                                                | Julia Sweeney – It’s Pat                                                                                |
| Schlechteste Schauspielerin                 | Elizabeth Berkley                                                                                | Sean Young – Dr. Jekyll und Ms. Hyde                                                                    |
| Schlechtester Nebendarsteller               | Dennis Hopper                                                                                    | Dennis Hopper – Waterworld                                                                              |
| Schlechtester Nebendarsteller               | Dennis Hopper                                                                                    | Tim Curry – Congo                                                                                       |
| Schlechtester Nebendarsteller               | Dennis Hopper                                                                                    | Robert Davi – Showgirls                                                                                 |
| Schlechtester Nebendarsteller               | Dennis Hopper                                                                                    | Robert Duvall – Der scharlachrote Buchstabe (The Scarlet Letter)                                        |
| Schlechtester Nebendarsteller               | Dennis Hopper                                                                                    | Alan Rachins – Showgirls                                                                                |
| Schlechteste Nebendarstellerin              | Madonna                                                                                          | Madonna – Four Rooms                                                                                    |
| Schlechteste Nebendarstellerin              | Madonna                                                                                          | Amy, der sprechende Gorilla – Congo                                                                     |
| Schlechteste Nebendarstellerin              | Madonna                                                                                          | Bo Derek – Tommy Boy – Durch dick und dünn (Tommy Boy)                                                  |
| Schlechteste Nebendarstellerin              | Madonna                                                                                          | Gina Gershon – Showgirls                                                                                |
| Schlechteste Nebendarstellerin              | Madonna                                                                                          | Lin Tucci – Showgirls                                                                                   |
| Schlechteste Filmpaarung                    |                                                                                                  | sämtliche Kombinationsmöglichkeiten aus zwei Cast-Mitgliedern (oder Körperteilen) – Showgirls           |
| Schlechteste Filmpaarung                    | William Baldwin und Cindy Crawford – Fair Game                                                   | |
| Schlechteste Filmpaarung                    | Tim Daly und Sean Young – Dr. Jekyll und Ms. Hyde                                                | |
| Schlechteste Filmpaarung                    | Dave Foley und Julia Sweeney – It’s Pat                                                          | |
| Schlechteste Filmpaarung                    | Demi Moore und Robert Duvall oder Gary Oldman – Der scharlachrote Buchstabe (The Scarlet Letter) | |
| Schlechteste Neuverfilmung oder Fortsetzung | Roland Joffe                                                                                     | Roland Joffé und Andrew G. Vajna – Der scharlachrote Buchstabe (The Scarlet Letter)                     |
| Schlechteste Neuverfilmung oder Fortsetzung | Roland Joffe                                                                                     | Charles Evans und Alan Marshall – Showgirls                                                             |
| Schlechteste Neuverfilmung oder Fortsetzung | Roland Joffe                                                                                     | Sandy King und Michael Preger – Das Dorf der Verdammten (Village of the Damned)                         |
| Schlechteste Neuverfilmung oder Fortsetzung | Roland Joffe                                                                                     | Jerry Leider und Robert Shapiro – Dr. Jekyll und Ms. Hyde                                               |
| Schlechteste Neuverfilmung oder Fortsetzung | Roland Joffe                                                                                     | James G. Robinson – Ace Ventura – Jetzt wird’s wild (Ace Ventura: When Nature Calls)                    |
| Schlechteste Regie                          | Paul Verhoeven                                                                                   | Paul Verhoeven – Showgirls                                                                              |
| Schlechteste Regie                          | Paul Verhoeven                                                                                   | Renny Harlin – Die Piratenbraut (Cutthroat Island)                                                      |
| Schlechteste Regie                          | Paul Verhoeven                                                                                   | Roland Joffé – Der scharlachrote Buchstabe (The Scarlet Letter)                                         |
| Schlechteste Regie                          | Paul Verhoeven                                                                                   | Frank Marshall – Congo                                                                                  |
| Schlechteste Regie                          | Paul Verhoeven                                                                                   | Kevin Reynolds – Waterworld                                                                             |
| Schlechtestes Drehbuch                      |                                                                                                  | Joe Eszterhas – Showgirls                                                                               |
| Schlechtestes Drehbuch                      | Jim Emerson, Stephen Hibbert und Julia Sweeney – It’s Pat                                        | |
| Schlechtestes Drehbuch                      | Joe Eszterhas – Jade                                                                             | |
| Schlechtestes Drehbuch                      | John Patrick Shanley – Congo                                                                     | |
| Schlechtestes Drehbuch                      | Douglas Day Stewart – Der scharlachrote Buchstabe (The Scarlet Letter)                           | |
| Schlechtester Newcomer                      | Elizabeth Berkley                                                                                | Elizabeth Berkley – Showgirls                                                                           |
| Schlechtester Newcomer                      | Elizabeth Berkley                                                                                | Amy, der sprechende Gorilla – Congo                                                                     |
| Schlechtester Newcomer                      | Elizabeth Berkley                                                                                | David Caruso – Jade und Kiss of Death                                                                   |
| Schlechtester Newcomer                      | Elizabeth Berkley                                                                                | Cindy Crawford – Fair Game                                                                              |
| Schlechtester Newcomer                      | Elizabeth Berkley                                                                                | Julia Sweeney – It’s Pat und Stuart Stupid – Eine Familie zum Kotzen (Stuart Saves His Family)          |
| Schlechtester Song                          | David A. Stewart · Terry Hall                                                                    | Walk into the Wind aus Showgirls – David A. Stewart und Terry Hall                                      |
| Schlechtester Song                          | David A. Stewart · Terry Hall                                                                    | (Feel the) Spirit of Africa aus Congo – Jerry Goldsmith und Lebo M                                      |
| Schlechtester Song                          | David A. Stewart · Terry Hall                                                                    | Hold Me, Thrill Me, Kiss Me, Kill Me aus Batman Forever – U2                                            |